# Bundesstraße 10
De Bundesstraße 10 is een bundesstraße in de Duitse  deelstaten Saarland, Rijnland-Palts, Baden-Württemberg en Beieren.
De weg begint in Eppelborn en loopt via de steden Pirmasens Landau, Wörth am Rhein,Karlsruhe, Pforzheim, Illingen, Vaihingen an der Enz, Stuttgart, Göppingen, Ulm en Neu-Ulm naar afrit Nersingen A7.
Routebeschrijving
Saarland
De weg begint in Eppelborn op een kruising met de B269 en loopt in oostelijke richting naar afrit Eppelborn waar ze aansluit op de A1.
Vervanging
Tussen afrit Eppelborn en de afrit Pirmasens waar ook de B62 aansluit is de B10 vervangen door de A8. De A8 kruist ook de deelstaatgrens met Rijnland-Palts.
Rijnland-Palts
Voortzetting
Vanaf de afrit Pirmasens waar de A62 aansluit loopt de B10 weer verder in oostelijke richting waar bij afrit Pirmasens-Bibermühler Straße de B270 aansluit. De weg loopt verder en passeert Hinterweidenthal waar de B427 aansluit met een rondweg, ze passeert Hauenstein met een rondweg, Iets verder naar het oosten sluit op een afrit de B48 aan en is er een samenloop tot op de rondweg van Annweiler am Trifels waar bij afrit Annweiler am Trifels-West de B48 in zuidelijke richting afbuigt. De B10 loopt verder in oostelijke richting en passeert Albersweiler, Siebeldingen, Birkweiler en Landau in der Pfalz met en rondweg om bij afrit Landau-Nord aan te sluiten op de A65.
Vervanging
Tussen de afrit Landau-Nord en het Wörther Kreuz waar ook de B9 aansluit is de B10 vervangen door de A65.
Voortzetting
De B10 begint weer op het Wötrher Kreuz en loopt langs het zuiden van Wörth am Rhein en de deelgemeente Maximiliansau naar het oosten en kruist de rivier de Rijn die tevens de deelstastgrens met Baden-Württemberg vormt.
Baden-Württemberg
De B10 loopt de stad Karlsruhe in waar een korte samenloop is met de B36 en de B10 op de kruising Kriegs Straße in noordoostelijke richting de stad in loopt. De weg kruist bij de afrit Karlsruhe-Nord de A5. De B3 loopt verder naar het oosten en kruist bij de afrit Durlach-Nord de B3. De loopt verder door het Pfinztal waar de B293 aansluit, Remchingen en passeert Kämpfelbach met een rondweg. De B10 loopt naar het zuidoosten en kruist de A8, die er even verder bij afrit Pforzheim-West op aansluit, zonder afrit. De B10 loopt door de stad Pforzheim waar een samenloop is met de B294 en de weg de B463 kruist. De weg loopt in noordoostelijke richting de stad uit en kruist bij afrit Pforzheim-Ost de A8 en loopt door Niefern-Öschelbronn, Mühlacker, langs Illingen waar de  35 aansluit, langs Vaihingen an der Enz, Markgröningen en Hemmingen, door Schwieberdingen, Korntal-Münchingen} en kruist de bij afrit Stuttgart-Zuffenhausen de A81]. De B10 loopt de stad Stuttgart in en sluit bij afrit Stuttgart-Stammheim aan op de B27. De B10/B27 lopen samen de stad in. Op een kruising de sluit de B295 aan. Iets zuidelijker splitst  de B27 weer af. Vervolgens sluit bij de afrit centrum sluit de B14 aan, waarna er een samenloop is tot de afrit Neckarpark waar de B14 weer afsplitst. De B10 loopt verder in zuidoostelijke richting en passeert Obertürkheim, Esslingen am Neckar, Deizisau en Plochingen waar bij de afrit Plochingen de aansluiting is van de B313 en kruist ten oosten van de afrit de Nackar. De B10 loopt verder en passeert Reichenbach an der Fils, Ebersbach an der Fils, Uhingen waar de B297 aansluit en er een samenloop is tot afrit Göppingen-Faurndau. De B10 loopt verder langs Göppingen, Eislingen, Salach,  Süßen waar de B466 aansluit  samen lopen is door Gingen an der Fils en Kuchen tot in Geislingen an der Steige waar de B466 weer afbuigt, Amstetten, Lonsee, Westerstetten, Dornstadt en kruist bij de afrit Ulm-West de A8. De B10 loopt de stad Ulm in hier sluit bij de afrit Ulm-Stadtmitte/Messe de B28 aan. Iets zuidelijker sluit op een kruising de  B311 aan. De B10/B28 lopen naar het zuiden en kruisen de rivier de Donau die eveneens de deelstaatgrens met Beieren vormt.
Beieren
Voortzetting
De B10/B28 lopen met een rondweg langs Neu-Ulm. De B10 buigt bij afrit Neu-Ulm-Mitte in oostelijke richting af en sluit bij afrit Nersingen aan op de A7.
Afwaardering
Vanwege het parallelle verloop van de B10 aan de A8 is het gedeelte ten oosten van de A7 afgewaardeerd naar lokale weg (St2509).

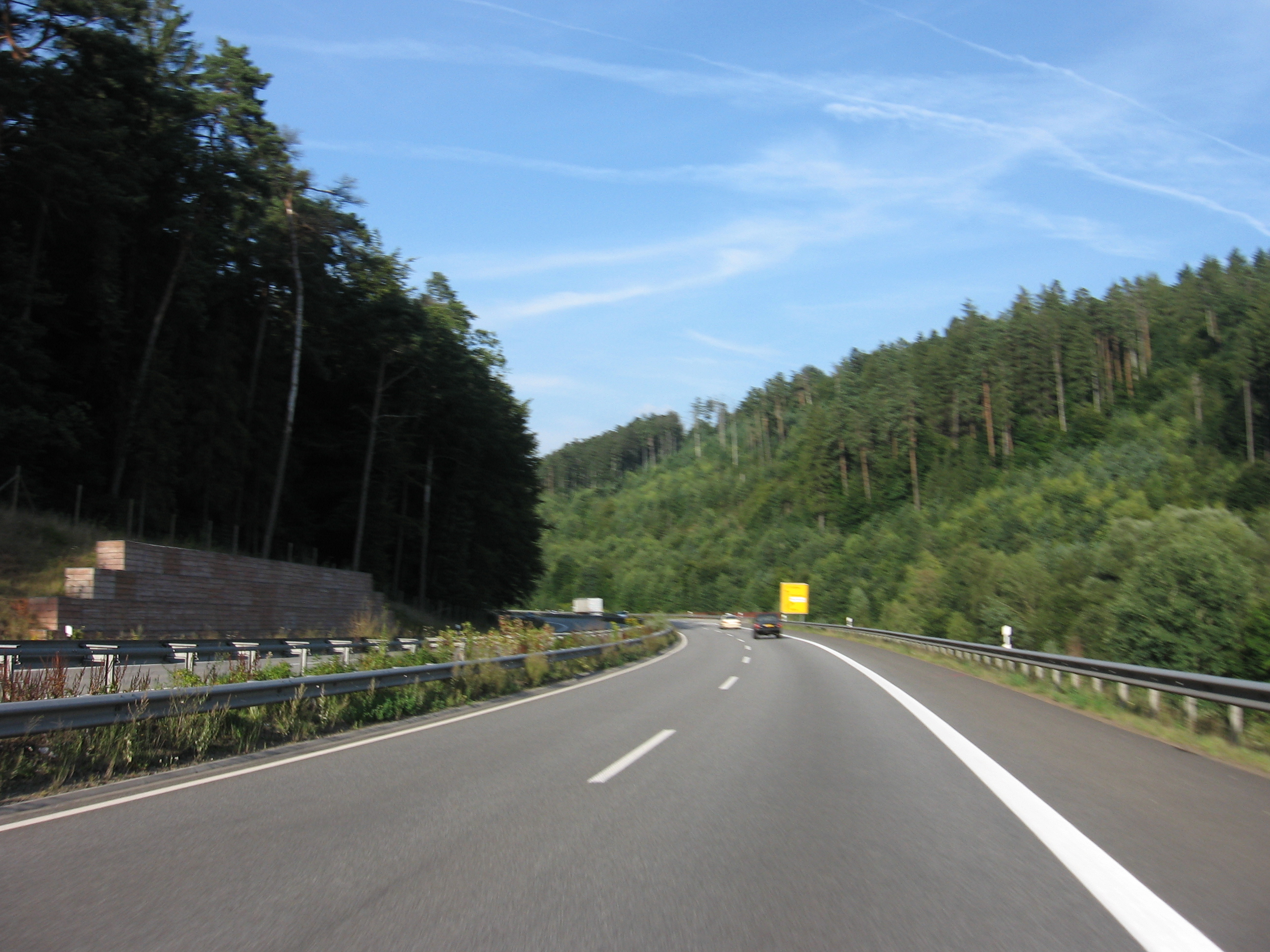
Nabij Pirmasens
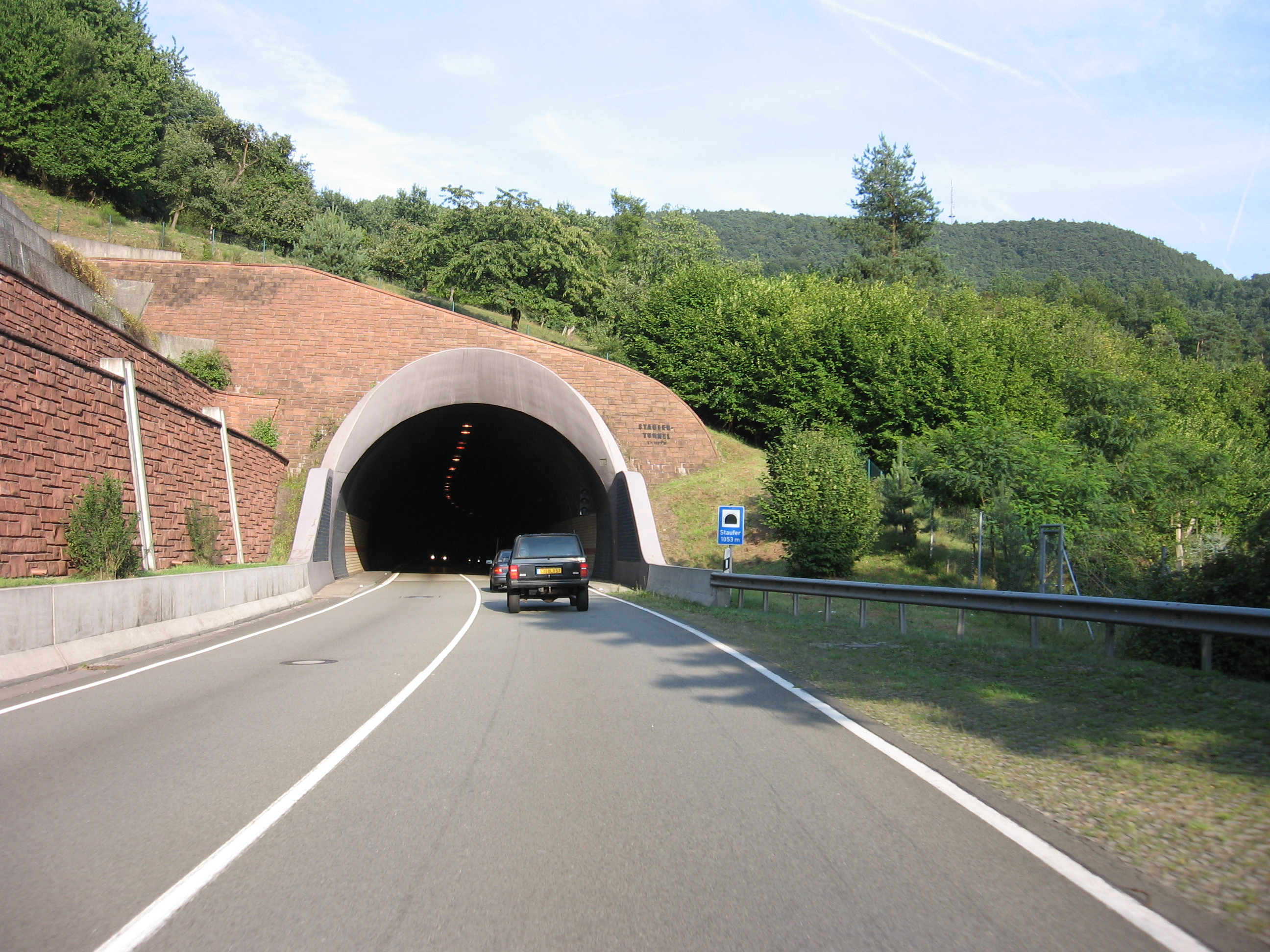
Staufertunnel

B2 · B2a · B2R · B3 · B4 · B4R · B8 · B10 · B11 · B12 · B13 · B13n · B14 · B15 · B15n · B16 · B17 · B18 · B19 · B20 · B21 · B22 · B23 · B25 · B26 · B26a · B27 · B28 · B28a · B29 · B30 · B31 · B31a · B32 · B33 · B33a · B34 · B35 · B36 · B37 · B38 · B38a · B39 · B44 · B45 · B47 · B85 · B89 · B131n · B173 · B276 · B278 · B279 · B285 · B286 · B287 · B289 · B290 · B291 · B292 · B293 · B294 · B295 · B296 · B297 · B298 · B299 · B300 · B301 · B302 · B303 · B304 · B305 · B306 · B307 · B308 · B309 · B310 · B311 · B312 · B313 · B314 · B315 · B316 · B317 · B318 · B319 · B340 · B378 · B388 · B415 · B425 · B426 · B462 · B463 · B464 · B465 · B466 · B467 · B468 · B469 · B470 · B471 · B472 · B491 · B492 · B500 · B505 · B512 · B523 · B532 · B533 · B535 · B588 · B999
B1 · B3 · B7 · B8 · B9 · B10 · B26 · B27 · B35 · B37 · B38 · B39 · B40 · B41 · B42 · B43 · B43a · B44 · B45 · B47 · B48 · B49 · B50 · B51 · B52 · B53 · B54 · B55 · B55a · B56 · B56n · B57 · B58 · B59 · B61 · B62 · B63 · B64 · B65 · B66 · B66n · B67 · B68 · B70 · B80 · B83 · B84 · B219 · B220 · B221 · B223 · B224 · B225 · B226 · B227 · B228 · B229 · B230 · B231 · B233 · B234 · B235 · B236 · B237 · B238 · B239 · B241 · B249 · B250 · B251 · B252 · B253 · B254 · B255 · B256 · B257 · B258 · B259 · B260 · B261 · B262 · B263 · B264 · B265 · B266 · B267 · B268 · B269 · B270 · B271 · B272 · B274 · B275 · B277a · B278 · B279 · B284 · B288 · B323 · B324 · B326 · B327 · B399 · B400 · B403 · B405 · B406 · B407 · B409 · B410 · B411 · B412 · B413 · B414 · B416 · B417 · B418 · B419 · B420 · B421 · B422 · B423 · B424 · B426 · B427 · B428 · B429 · B448 · B449 · B450 · B451 · B452 · B453 · B454 · B455 · B456 · B457 · B458 · B459 · B460 · B469 · B473 · B474 · B475 · B476 · B477 · B478 · B479 · B480 · B481 · B482 · B483 · B484 · B485 · B486 · B487 · B488 · B489 · B499 · B504 · B506 · B507 · B508 · B509 · B510 · B511 · B513 · B514 · B515 · B516 · B517 · B519 · B520 · B521 · B525 · B528 · B611